# 31648 Pedrosada
31648 Pedrosada è un asteroide della fascia principale. Scoperto nel 1999, presenta un'orbita caratterizzata da un semiasse maggiore pari a 2,5567040 au e da un'eccentricità di 0,1078359, inclinata di 13,04329° rispetto all'eclittica.